# فرانك ماكان
فرانك ماكان (بالإنجليزية: Frank McCann)‏ هو مؤرخ أمريكي، ولد في 1938 وتوفي 2 أبريل 2021.